# Nieves Fariza Alonso
Nieves Fariza Alonso (Cambados, 17 de enero de 1911-Vigo, 28 de septiembre de 1975), conocida también como la «Pasionaria blanca», fue una docente y sindicalista gallega, y pionera en la defensa de los derechos de las mujeres.

## Trayectoria
Era hija del sargento de la Guardia Civil Emilio Fariza San Román y de Teodora Alonso Ríos, hermana del político español Antonio Alonso Ríos. Estudió el Bachillerato Universitario en Santiago de Compostela en 1929.
Creó y dirigió la academia Escuela Moderna na Estrada en 1933. Fue profesora en la escuela privada del Sindicato de Guimarey que abrió sus puertas el 5 de abril de 1934. También fue profesora en Jacebanes (Quintela de Leirado), donde hizo patente su oposición a la Iglesia católica al negarse a impartir clases de religión. Tras el Golpe de Estado del 18 de julio de 1936, fue perseguida y condenada a muerte por sus ideas progresistas y laicas, y se escondió en distintos áticos de Estrada. 
En 1940 fue sancionada con suspensión de empleo y sueldo por dos años, y trasladada fuera de la provincia. Fue enviada a Solduengo (Burgos) y al finalizar su condena fue enviada a Arcucelos (Laza).
Su marido Carlos Martínez, trabajador ferroviario, murió de silicosis en 1947. Se enfrentó a los empresarios de la poderosa MZOV, la Compañía de Ferrocarriles de Medina a Zamora y de Orense a Vigo para exigir el pago de pensiones a las viudas de los trabajadores ferroviarios afectados por silicosis que carecían de seguridad social, por lo que se ganó el apodo de "La destierra-muertos". También defendió a los trabajadores ferroviarios para lograr la mejora de sus condiciones salariales al conseguir que se les pagara el trayecto hasta sus lugares de trabajo, ganándose entonces el sobrenombre de "La de los kilómetros".
Fue denunciada por trabajar como laboralista sin estar en posesión del título y condenada a prisión. La defendió el abogado orensano Luís Pérez Colemán.
Al quedar en libertad se matriculó en Derecho en la Universidad de Santiago de Compostela, obtuvo el título de Graduado Social en 1953 y abrió el despacho social Adelante en el Paseo de Orense asociándose con el que había sido su abogado. El bufete continuó prestando servicios cuando finalizaron las obras ferroviarias en los ramales que se abrieron en otros puntos de Galicia y en la cuenca minera asturiano-leonesa, lo que le valió el sobrenombre de la “Pasionaria Blanca”.
Posteriormente fue profesora en Domecelle (San Xoán de Río), Corvelle (Bande) y Aciveiro (Forcarei).
Murió en Vigo el 28 de septiembre de 1975.

## Reconocimientos
En 2021, el Ayuntamiento de Cambados de aprobó denominar una calle con el nombre de Nieves Fariza.

## Datos biográficos
Se casó con Carlos Martínez y fue madre de María Elisa, Carlos y José Emilio Martínez Fariza.